# 日和佐裕子
日和佐 裕子（ひわさ ゆうこ）は、日本の女優、スタントマン。主にサスペンスドラマに出演している。

## 出演

### テレビドラマ
- 浅見光彦シリーズ22 佐用姫伝説殺人事件
- 歌姫探偵1,2
- おとり捜査官・北見志穂「妖しい傷跡の死美人“幸福の花嫁”連続殺人事件!」
- 御宿かわせみ
- カードGメン・小早川茜
- ショカツの女〜新宿西署・刑事課強行犯係「殺意を招く一万円札!犯人は現職警察官!?五億円強奪殺人事件 鉄壁のアリバイを逆転せよ!」
- 新・警視庁女性捜査班「二人の母連続殺人!!味噌汁と携帯メールが暴く真犯人!その女に殺人暦あり!?」
- 新警視庁捜査一課9係
- ツインズ教師
- 特命係長 只野仁
- 十津川警部夫人の旅情殺人推理2
- 法医学教室の事件ファイル
- 松本清張スペシャル・指
- ムコ入り刑事 高山家・明の事件ファイル
- 森村誠一サスペンス 路
- 六月の花嫁 化身
- 金スマ
- NEWSバード
- 悪の仮面「突然の同居人 女の仮面を剥いだとき」（2001年、テレビ東京）
- 土曜ワイド劇場「殺人逃亡者の妻」（2004年、テレビ朝日）
- 魔術はささやく（2011年、フジテレビ） - 日下啓子 役
- 人類学者・岬久美子の殺人鑑定5「光る白骨の美女!ピアニスト連続殺人の裏に女系家族の愛と欲…」（2014年、テレビ朝日）

### テレビ番組
- 誰にも表彰されない ギョーカイ神記録（2015年、テレビ朝日）

### 映画
- 不夜城 SLEEPLESS TOWN（カースタント）
- 友子の場合
- ウルトラQ（婦人警官役）
- ゼロの焦点松本清張（パンパン役）
- ギミー・ヘヴン（ビルより落下するスタント）
- 戦国自衛隊

### 特撮
- 七星闘神ガイファード（ミューティアン・スパイラス）
- 特救指令ソルブレイン
- 有言実行三姉妹シュシュトリアン（江戸時代のシュシュトリアン）

### ラジオ
- TOKYO FM（Tapestry）2007年10月1日〜5日